# Белошапка Борис Іванович
Борис Іванович Белошапка (нар. 9 квітня 1962, Калинівка, Вінницька область, УРСР) — радянський та український футболіст, тренер та адміністратор, виступав на позиції воротаря. Майстер спорту СРСР, майстер спорту України. З 2014 року має російське громадянство, співпрацює з окупаційною владою Криму та місцевими колаборантами.

## Життєпис
Займався в ДЮСШ Калинівки, перший тренер — Олександр Брус. З 1981 року — в команді другої ліги «Дніпро» (Могильов), з якої в 1982 році вийшов у першу лігу, де провів один сезон. У 1985 році перейшов у команду вищої ліги «Динамо» (Мінськ), де був дублером Івана Жекю. Зіграв за команду два поєдинки — 21 серпня в домашньому матчі 23-го туру проти «Чорноморця» (4:1), де вийшов на заміну на 72-й хвилині, а також 14 вересня в гостьовому матчі 1/8 фіналу Кубка СРСР проти «Факела» (3:1), де вийшов на 89-й хвилині, м'ячів не пропускав. У 1986-1991 роках у складі сімферопольської «Таврії» в 221 поєдинку пропустив 218 м'ячів у першості. У розіграші Кубка СРСР 1986/87 років разом з командою, яка грала в другій лізі, дійшов до півфіналу. У грі 1/4 фіналу проти «Металіста» відбив три післяматчевих пенальті.
У 1992 році виїхав до польського клуб «Мотор» (Люблін), де відіграв рік. Наступні чотири сезони провів в ізраїльському клубі «Маккабі» (Яффа). У 1997 році перейшов у кіровоградську «Зірку», потім повернувся в «Маккабі», де провів 14 матчів. У «Зірці» грав до початку сезону 1999/00 років, після чого повернувся в «Таврію», де працював тренером воротарів. Потім грав за клуби Узбекистану «Кизилкум» (2000-2002, 2004) та «Андижан» (2003), а також казахстанські «Ордабаси» і «Костуїн» (2003).
Повернувшись в Україну, працював у «Кривбасі», з 2005 року — в структурі донецького «Шахтаря» — в академії, в третій команді. У дублі був асистентом Валерія Яремченка, став дворазовим чемпіоном молодіжної першості. У 2010-2012 роках — адміністратор та тренер по роботі з воротарями в ФК «Іллічівець». У 2014 році повернувся до окупованого Криму, де швидко отримав російське громадянство. Пішов на співпрацю з російськими окупантами та місцевими колаборантами. У березні 2016 — червні 2017 — тренер по роботі з воротарями в місцевому фейковому клубі «ТСК-Таврія», а з липня 2017 року — старший адміністратор «команди».
Син Артем — також професіональний футболіст, виступає на воротарській позиції.

## Досягнення
- Друга ліга чемпіонату СРСР
  -  Чемпіон (1): 1982

- Чемпіонат УРСР
  -  Чемпіон (1): 1987

- Вища ліга чемпіонату Узбекистану
  -  Бронзовий призер (1): 2002